# Cosmogramma
Cosmogramma je třetí studiové album amerického hudebníka Flying Lotuse, které vydalo v dubnu roku 2010 hudební vydavatelství Warp Records. Coby hostující zpěváci se na albu představili například Thom Yorke a Laura Darlington. V hitparádě Billboard 200 se album umístilo na 88. příčce.

## Seznam skladeb
1. „Clock Catcher“ – 1:12
2. „Pickled!“ – 2:14
3. „Nose Art“ – 1:58
4. „Intro//A Cosmic Drama“ – 1:11
5. „Zodiac Shit“ – 2:48
6. „Computer Face//Pure Being“ – 2:33
7. „…And the World Laughs with You“ – 2:55
8. „Arkestry“ – 2:51
9. „MmmHmm“ – 4:15
10. „Do the Astral Plane“ – 3:58
11. „Satelllliiiiiiiteee“ – 3:49
12. „German Haircut“ – 1:57
13. „Recoiled“ – 3:37
14. „Dance of the Pseudo Nymph“ – 2:47
15. „Drips//Auntie's Harp“ – 2:10
16. „Table Tennis“ – 3:02
17. „Galaxy in Janaki“ – 2:28

## Obsazení
- Brian Martinez – kytara
- Dorian Concept – klávesy
- Laura Darlington – zpěv
- Low Leaf – klávesy
- Miguel Atwood-Ferguson – aranžmá
- Niki Randa – zpěv
- Ravi Coltrane – saxofon
- Rebekah Raff – harfa
- Richard Eigner – bicí
- Thom Yorke – zpěv
- Thundercat – baskytara, zpěv
- Todd Simon – trubka